# Вайткус, Арвидас
Арвидас Вайткус (лит. Arvydas Vaitkus; род. 11 мая 1963, Клайпеда) — литовский политический и государственный деятель, мэр Клайпеды (с 2023).

## Биография
Родился 11 мая 1963 года в Клайпеде, Литовская ССР, СССР.
В 1981 году окончил местную среднюю школу, после чего поступил в Каунасский технологический университет, где учился до 1986 года. Позднее он также изучал право в Юридической академии УССР в Харькове.
С 2000 по 2002 год работал директором компании «Центр инженерного обеспечения флота», после чего был назначен советником министра связи. Позднее был назначен секретарём Министерства транспорта и связи Литовской Республики, откуда в 2009 году был приглашён на работу в компанию «Ахема». С 2013 по 2019 год занимал должность генерального директора Клайпедского порта.
На выборах 2019 года он впервые был избран в Клайпедский городской совет, выдвигаясь от партии Союз крестьян и зелёных Литвы. В том же году он безуспешно выдвигался на пост мэра города. В марте 2023 года ему всё-таки удалось одержать победу на выборах главы города, а 20 апреля он официально вступил в должность.